# كينيون بيض
الكينيون البيض هم مجموعة عرقية في كينيا وهم الأشخاص ذوي البشرة البيضاء الذي يقيمون أو المولودين في كينيا وترجع جذور غالبيتهم إلى أوروبا، نسبتهم طفيفه لكنهم بارزين في كينيا، معظمهم من نسل المستعمرين البريطانيين والأنجلو إيرلنديين، يبلغ عددهم 67,000 نسمة أي بنسبة 0.2% من مجموع سكان كينيا، 35,000 منهم من السكان الأصليين، و32,000 منهم من المغتربين البريطانيين (إحصاء 2006).